# Saint-Julien-de-l’Escap
Saint-Julien-de-l’Escap ist eine französische Gemeinde mit 857 Einwohnern (Stand: 1. Januar 2022) im Département Charente-Maritime in der Region Nouvelle-Aquitaine (vor 2016: Poitou-Charentes); sie gehört zum Arrondissement Saint-Jean-d’Angély und zum Kanton Matha (bis 2015: Kanton Saint-Jean-d’Angély). Die Einwohner werden Escapiens und Escapiennes genannt.

## Geographie
Saint-Julien-de-l’Escap liegt etwa 70 Kilometer ostsüdöstlich von La Rochelle in der Saintonge. Umgeben wird Saint-Julien-de-l’Escap von den Nachbargemeinden Saint-Jean-d’Angély im Norden, Süden und Westen, Courcelles im Norden und Nordosten, Varaize im Osten, Fontenet im Südosten sowie Asnières-la-Giraud im Süden und Südwesten.

## Bevölkerungsentwicklung
| Jahr                      | 1962 | 1968 | 1975 | 1982 | 1990 | 1999 | 2006 | 2013 | 2020 |
| Einwohner                 | 781  | 581  | 864  | 898  | 838  | 767  | 889  | 860  | 864  |
| Quelle: Cassini und INSEE |      |      |      |      |      |      |      |      |      |

## Sehenswürdigkeiten
Siehe auch: Liste der Monuments historiques in Saint-Julien-de-l’Escap
- Kirche Saint-Julien mit Ursprüngen aus dem 12. Jahrhundert; Südfassade und Konsolen sind seit 1949 als Monument historique eingeschrieben

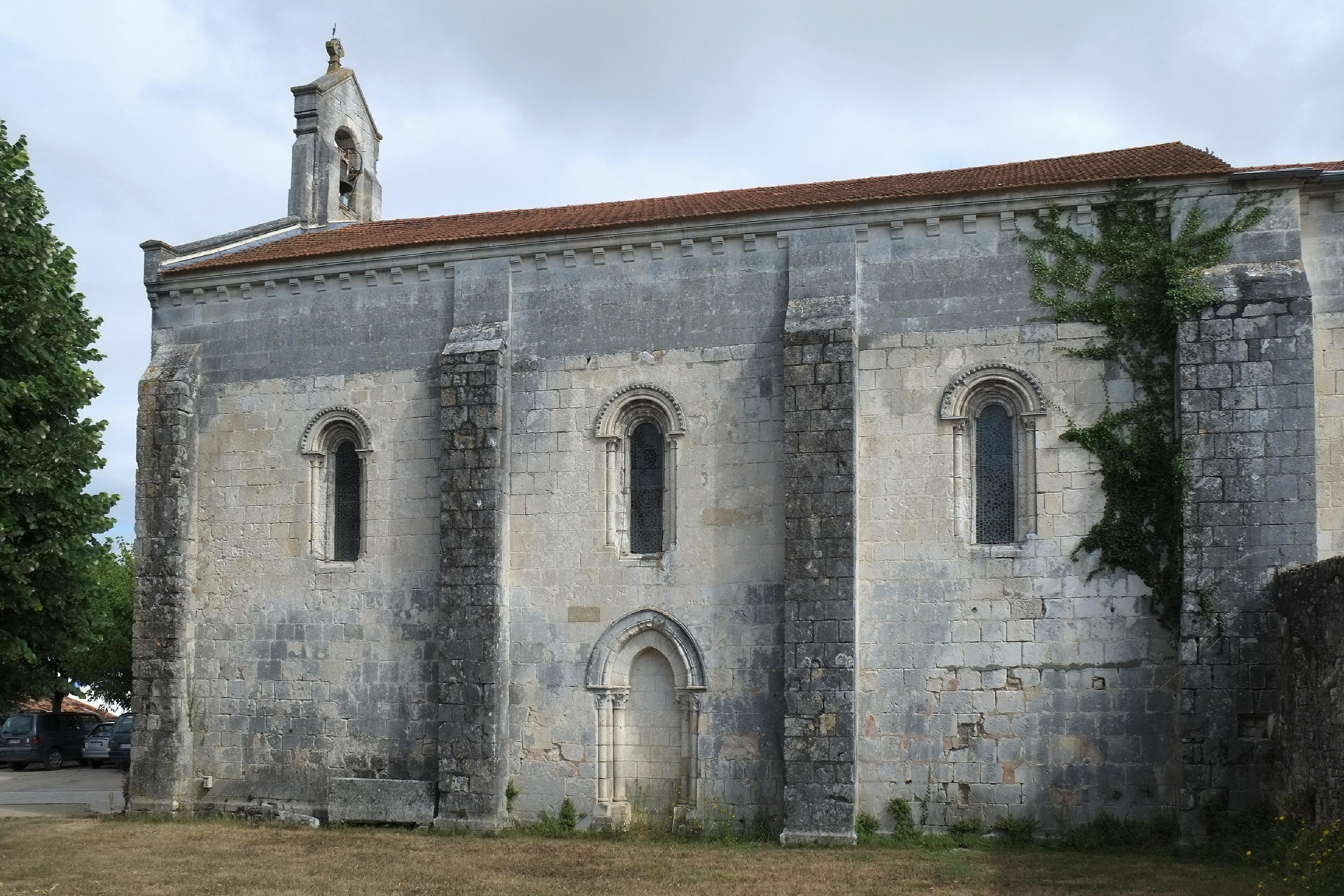
Kirche Saint-Julien